# 中国国民党第五期第三次中央執行委員全体会議
中国国民党第五期第三次中央執行委員全体会議（ちゅうごくこくみんとうだいごきだいさんじちゅうおうしっこういいんぜんたいかいぎ）は通常三中全会と呼ばれ、中国国民党が1937年2月15日から同月21日まで行った会議である。日本との外交努力継続、共産主義の根絶、民生主義に基づく経済建設を決定した。前年12月に西安事件が起きたことから注目された中国共産党との関係に関しては同党との絶縁を決議した。日本との外交努力継続も決定されていたが国民政府はこの大会後に中央集権化を進め、地方の独立政権を従え、一部では官憲による排日運動も行われた。

汪兆銘
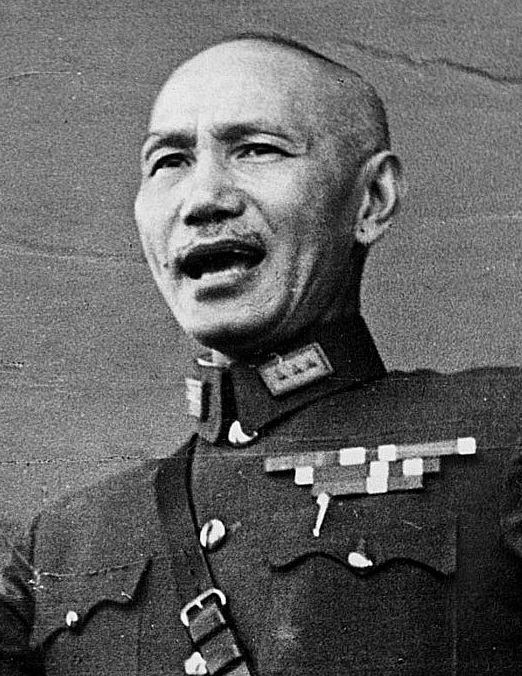
蔣介石
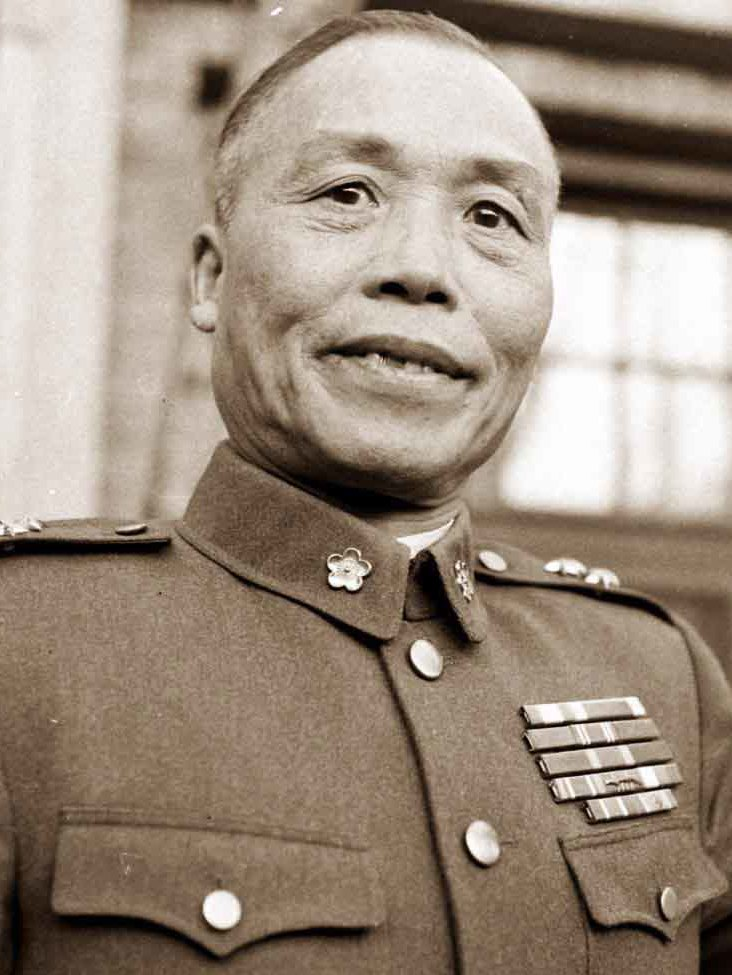
李宗仁
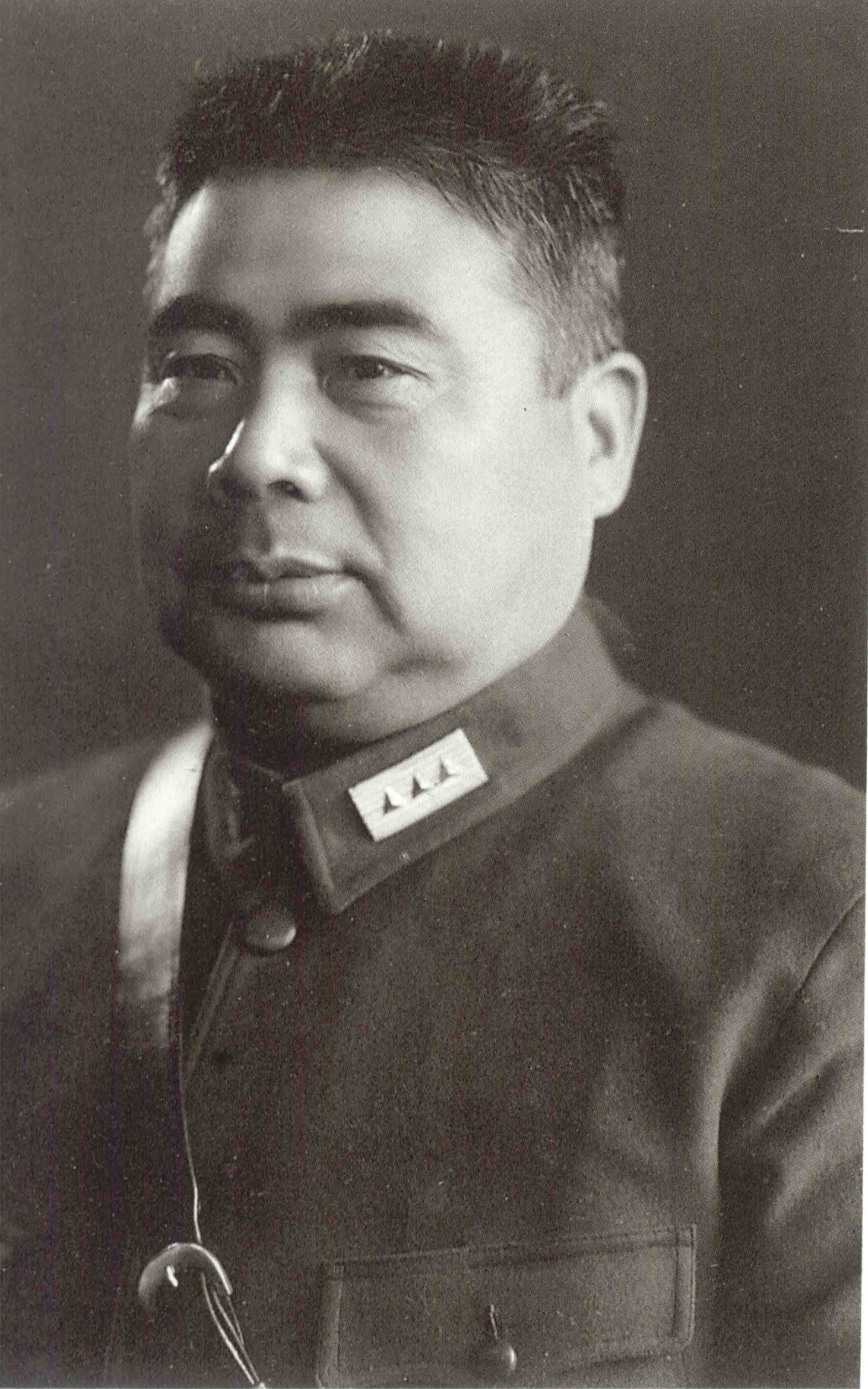
馮玉祥

## 汪兆銘の所信表明と大会宣言
汪兆銘は2月15日の三中全会の開会において和平統一の進捗、綏遠戦争勝利、蔣介石の西安脱出を祝福した。続いて三中全会の主要議題については領土保全と喪失した領土の回復、西安方面の安定化、国民経済建設運動、民主政治実現への意欲を示した。
2月21日には大会宣言が採択され、対外方針に関する部分では日中国交を調整する努力の継続と冀東及び冀察の行政主権回復の短期実現を求め、対内方針に関する部分では自力で共産勢力を根絶し、民生主義による経済建設に邁進するとしている。

## 中国共産党との断絶

### 中国共産党の三中全会対策
西安事件以来、国民政府の態度が硬化し共産軍の存在は救国の方針に対する大きな障害であるとして中国共産党を排除する気運が相当のものであったため、中国共産党は譲歩した提案を行った。2月15日の三中全会に対して中国共産党は
- 国民党が中国共産党との内戦を停止
- 中国共産党を含めた各党派の代表会議の召集と国の人材を集めての救国政策
- 対日抗戦準備の速やかな完成

という条件に国民党が賛成するなら、
- 南京政府打倒のための武装暴動方針の停止
- 中華ソビエト政府を中華民国特別区政府に改称
- 共産軍を国民革命軍に改名した上で南京政府と軍事委員会の直接支配への移行
- 特別区政府区域内における普通選挙による民主制度実施
- 地主から土地を没収する政策の停止
- 抗日民族統一戦線の共同綱領の執行

を行うという妥協案を提出した。

### 三中全会における中国共産党対策
馮玉祥と李烈鈞からは抗日運動と西安事件は侵略国に対する国民的義憤より起きたものであり、中国共産党との内戦を停止して実力を持って主権侵害に対応すべきであるとの提案がなされ、抗日や冀東政府と冀察政権の解消といった直接の言及を避けているものの強硬な内容であった。中央側では抗日即戦という主張はその真意が党中央打倒にあることが明らかであり、人民戦線派は中国共産党の偽装であると判断して議題提出の制限を行った。

### 中国共産党に対する三中全会の決議
三中全会最終日の21日、共産党シンパの出席代表と広西派が不満を示したものの中国共産党に対する以下の決議がなされた。
- 共産軍の解消
- 共産党政府の解消と党組織全部の廃止
- 共産化宣伝の全面停止
- 階級闘争を断乎停止

これは反国家、反民族の立場を取り、国際組織を背景として国家の統一を脅かす無産党の行動と宣伝に独立自主の国家は反対するという国民党の立場を明らかにしたものであった。

### 三中全会後の動き
中国共産党は三中全会に提出した妥協案を撤回し、1935年の八・一宣言以来の妥協工作では最後まで拒否していた共産軍の改編を認め、特別区域設定の要求も放棄した。1937年3月5日、国民政府は共産党本来の主義主張は完全に骨抜きとなり事実上中国共産党は姿を消したと発表し、これは国民党が共産党を屈服させものであり、かつての国共合作とは全く性質が異なり、憲政実施後に共産党が左翼政党として復活しても国民党はソビエト政府と共産軍を圧する自信を持つとの説明がなされた。同年6月中国共産党は完全降伏か包囲殲滅を被るか、あるいは北方の砂漠に退却するかを選ばねばならない状態にまで追い込まれたが翌月の盧溝橋事件による日中戦争開始により将の中国共産党完全掃滅計画は放棄され危機を脱した。

## 全中国中央化運動
国民政府は中央の全国統一実現を求めた。山西省において民衆を煽動して反閻錫山運動を起こし、金融問題によって反蔣介石側だった李宗仁と白崇禧を中央に屈服させ、四川大飢饉に対する援助と引き換えに四川省政府主席劉湘は中央に絶対の服従を宣言した。この運動に対して回教徒は新疆省を中心に中央に対する反乱を起こし、国民政府は中央化の方針に対する重大な反抗として関連する通信を一切停止、交通を閉ざして鎮圧を行った。

### 外国との摩擦
列強は中国が上海停戦協定で禁止された区域内に軍事施設を建設し、保安隊の人数も所定の人数を上回るものであり、しかもそれは軍隊となんら変わるものでないことを抗議したが中国側からは誠実な回答を得ることができなかった。

### 日本への圧迫

#### 地方政府
1935年12月に成立した冀察政務委員会の委員長宋哲元と日本関連施設が集中する山東省の政府主席韓復榘に対して軍事委員会副委員長馮玉祥が働き掛けた。韓は特に日本との交渉において従来慎重で、日本人には最も好評で日本人の同情的支持も得ていたが、対日軍事施設を準備し、山東地域に5個師団を集中させた。一方冀察政府に対しては第二十九軍の国軍化、河北省銀行の銀行券発行停止、および河北省銀行券と法幣の強制的兌換の3要求が突きつけられ中央化が図られた。
中国政府は日本との停戦協定があるため冀東政権に対する実力行使に出ることが難しい状態であったが、冀東政権の政務長官殷汝耕の逮捕令を出し、日本に対しては冀東政権の解消を求めた。

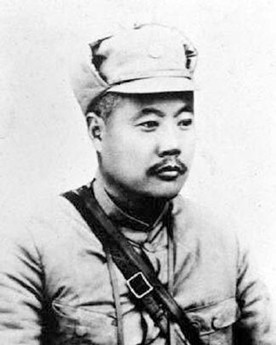
宋哲元
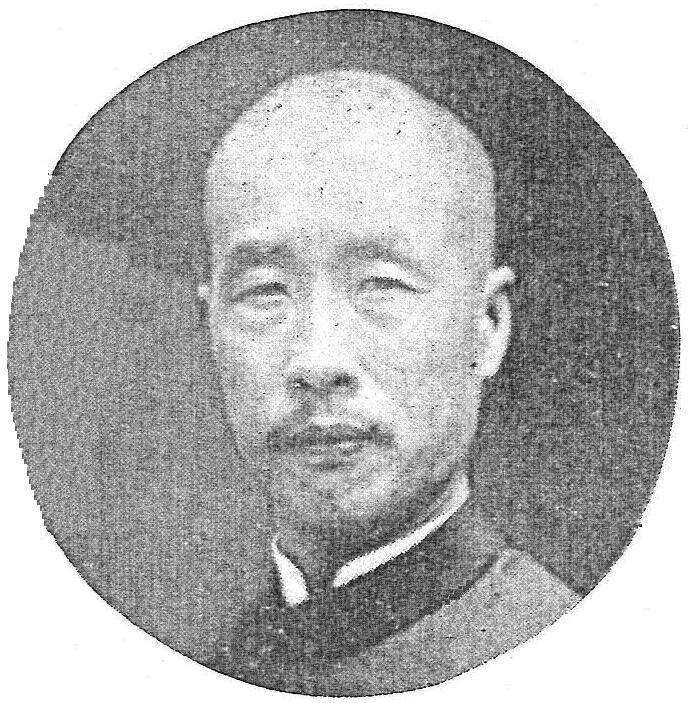
韓復榘

#### 税警団
宋子文が財政部長であった際に脱税と密輸の取締りのために税警団が創設されたが団員数の増加に伴い宋の私兵となったことが蔣介石の反感を買い、宋の財政部長辞任の理由の一つといわれた。黄杰が総団長に就任すると旧部下の第二師八千を団に移動させ、本部を山東省近くの江蘇省海州に置き、その実態は正規兵となんら異なるものではなかった。韓復榘は蔣介石の言葉に惑わされて税警団の山東省への入省を許したが、これは中央側に地盤を与えるとともに自己の行動に監視と束縛が加えられることであることを悟った。山東省において中央軍が飛行場建設を行うという排日行動が表面化した際には税警団が警備を行い、邦人の居住民に対して掠奪などの暴行を加えていた。